# 1950-es Formula–1 belga nagydíj
Az 1950-es Formula–1-es szezon ötödik futama a belga nagydíj volt, június 18-án
a Spa-Francorchampsi pályán. A régi pályát a világbajnoki futamra teljesen átalakították.
1430 fát vágtak ki a pálya szélesítése érdekében, a hatméteres úttestet nyolcméteresre
bővítették , a makadámkövet pedig aszfaltréteggel vonták be.
Az átalakításnak meg is lett az eredménye, egyetlen gumidefekt sem volt.

## Időmérő edzés
A versenyen csak 14 résztvevő volt, ez volt az addigi legkevesebb. Érdekesség, hogy az időmérő edzés első két helyezettje, Farina és Fangio ugyanannyi idő alatt teljesítették a maguk körét, de mivel ekkor még csak kézi időmérést használtak, ez csak a másodpercekben mutatkozott meg, pontosabb eredmény nem született.
| Hely | Rajtszám | Versenyző             | Csapat/Motor       | Idő        | Különbség |
| ---- | -------- | --------------------- | ------------------ | ---------- | --------- |
| 1    | 8        | Nino Farina           | Alfa Romeo         | 4:37       | -         |
| 2    | 10       | Juan Manuel Fangio    | Alfa Romeo         | 4:37       | -         |
| 3    | 12       | Luigi Fagioli         | Alfa Romeo         | 4:41       | + 4       |
| 4    | 2        | Luigi Villoresi       | Ferrari            | 4:47       | + 10      |
| 5    | 6        | Raymond Sommer        | Talbot-Lago-Talbot | 4:47       | + 10      |
| 6    | 16       | Philippe Étancelin    | Talbot-Lago-Talbot | 4:49       | + 12      |
| 7    | 4        | Alberto Ascari        | Ferrari            | 4:52       | + 15      |
| 8    | 14       | Louis Rosier          | Talbot-Lago-Talbot | 4:53       | + 16      |
| 9    | 18       | Yves Giraud-Cabantous | Talbot-Lago-Talbot | 4:56       | + 19      |
| 10   | 22       | Pierre Levegh         | Talbot-Lago-Talbot | 5:01       | + 24      |
| 11   | 20       | Eugène Chaboud        | Talbot-Lago-Talbot | 5:13       | + 36      |
| 12   | 26       | Geoff Crossley        | Alta               | 5:44       | + 1:07    |
| 13   | 30       | Toni Branca           | Maserati           | 5:45       | + 1:08    |
| 14   | 24       | Johnny Claes          | Talbot-Lago-Talbot | Idő nélkül | -         |

## Futam
A győztes Juan Manuel Fangio 177,097 km/órás átlagot teljesített a 494,2 kilométeres távon. Ascari egy új 3300 köbcentiméteres Ferrarival versenyzett, de az új autóval is csak az ötödik lett. A kockás zászlót csak 5 versenyző látta meg, mindenki más kiesett különböző gondok miatt. Giuseppe Farina bár géphiba miatt kiesett, így is a negyedik helyen végzett.
|    | No | Versenyző             | Gyártó             | Körök | Idő/Kiesések           | Start | Pontok |
| -- | -- | --------------------- | ------------------ | ----- | ---------------------- | ----- | ------ |
| 1  | 10 | Juan Manuel Fangio    | Alfa Romeo         | 35    | 2:47'26 (177,097 km/h) | 2     | 8      |
| 2  | 12 | Luigi Fagioli         | Alfa Romeo         | 35    | + 14                   | 3     | 6      |
| 3  | 14 | Louis Rosier          | Talbot-Lago-Talbot | 35    | + 2'19                 | 8     | 4      |
| 4  | 8  | Nino Farina           | Alfa Romeo         | 35    | + 4'05                 | 1     | 4      |
| 5  | 4  | Alberto Ascari        | Ferrari            | 34    | + 1 kör                | 7     | 2      |
| 6  | 2  | Luigi Villoresi       | Ferrari            | 33    | + 2 kör                | 4     |        |
| 7  | 22 | Pierre Levegh         | Talbot-Lago-Talbot | 33    | + 2 kör                | 10    |        |
| 8  | 24 | Johnny Claes          | Talbot-Lago-Talbot | 32    | + 3 kör                | 14    |        |
| 9  | 26 | Geoff Crossley        | Alta               | 30    | + 5 kör                | 12    |        |
| 10 | 30 | Toni Branca           | Maserati           | 29    | + 6 kör                | 11    |        |
| Ki | 20 | Eugène Chaboud        | Talbot-Lago-Talbot | 22    | Olajcső                | 13    |        |
| Ki | 6  | Raymond Sommer        | Talbot-Lago-Talbot | 20    | Olajnyomás             | 5     |        |
| Ki | 16 | Philippe Étancelin    | Talbot-Lago-Talbot | 15    | Túlmelegedés           | 6     |        |
| Ki | 18 | Yves Giraud-Cabantous | Talbot-Lago-Talbot | 2     | Olajcső                | 9     |        |

## Statisztikák
Vezető helyen:
- Juan Manuel Fangio: 22 (1-6 / 20-35
- Giuseppe Farina: 7 (7-11 / 18-19)
- Luigi Fagioli: 1 (12)
- Raymond Sommer: 5 (13-17)

- Farina 2. pole-pozíciója
- Farina 3. (R) leggyorsabb köre
- Fangio 2. győzelme (177,097 km/h)
  - Fangio 2. mesterhármasa (pp, lk, gy) (R)
- Alfa Romeo 4. (R) győzelme
- Alfa Romeo 4. (R) pole-pozíciója
- Alfa Romeo 4. (R) leggyorsabb kör.